# 저기압

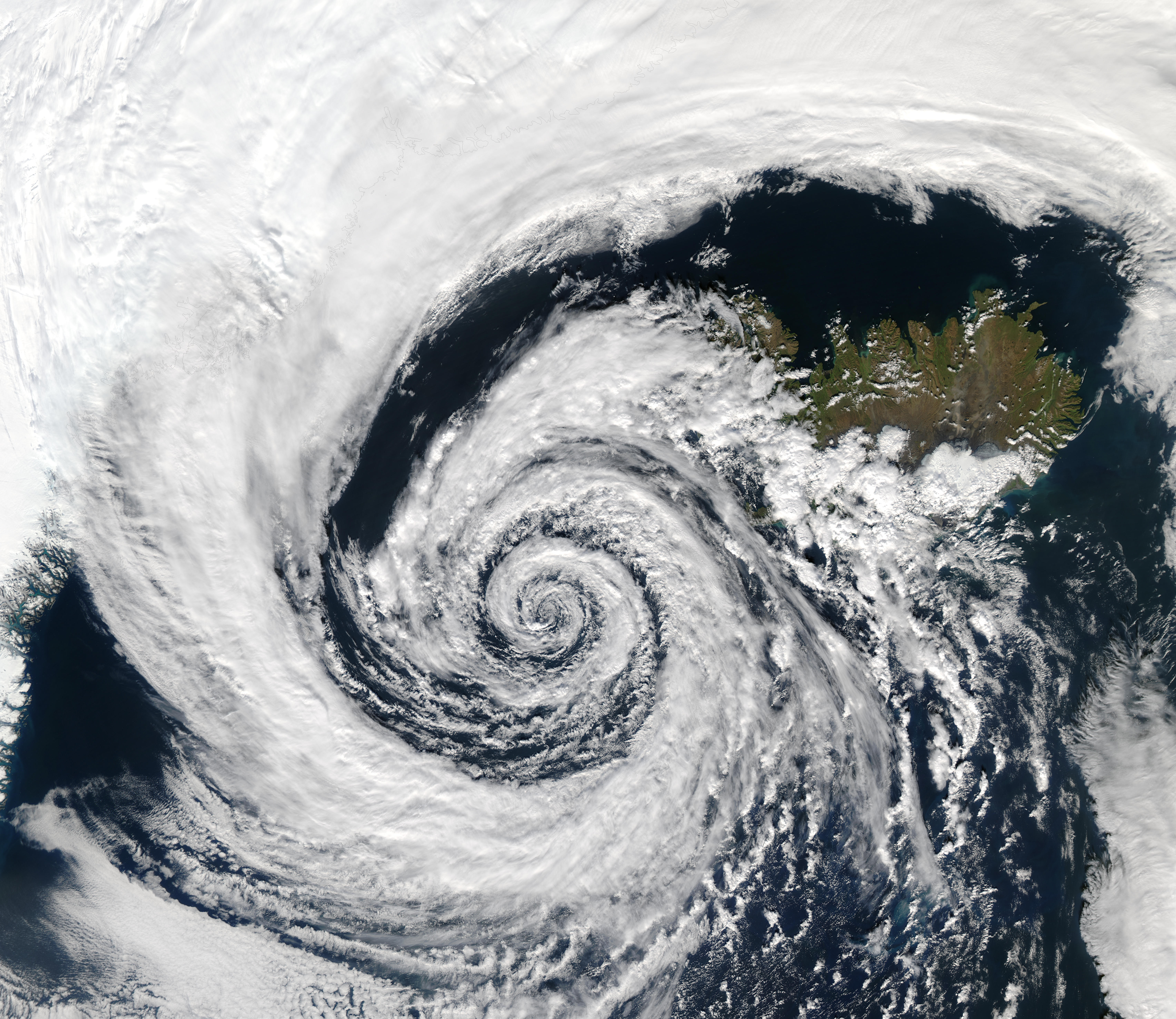
발달한 저기압 (아이슬란드 남서 연안)

저기압의 기호

저기압(低氣壓)은 주위에 비해 기압이 낮은 곳을 말하며, 일기도에서 보면 중심의 주위에 막힌 등압선이 그려져 있다. 기호는 'L'이다.

## 종류와 발생

### 종류
저기압은 그 생성 방법에 따라 몇 가지 종류로 나눌 수 있다. 저기압 중에서 가장 빈번하게 발생하고, 더욱이 발생하면 폭풍우를 동반하는 것은 한대전선 상에서 발생하는 것이다. 이 저기압을 온대저기압 또는 전선성 저기압이라 한다.

#### 열적 저기압
열적 저기압(熱的低氣壓)은 여름 한낮에 강한 햇빛으로 지표 부근의 공기의 밀도가 작아져 생기는 저기압으로, 산간 지역에 발생하는 경우가 많다. 이런 종류의 저기압은 번개의 발생에 관계되는 경우도 있으나 규모가 작고, 밤이 되면 대개 소멸한다.

#### 지형성 저기압
지형성 저기압은 산맥의 바람이 부는 아래쪽이 기압이 낮아져 그로 인해 생기는 저기압으로, 이 저기압은 단독으로는 발생하지 않고, 날씨 변화에도 큰 영향을 미치지는 않는다.

### 전선의 파동과 저기압
성질이 다른 두 유체(流體)의 경계에는 여러 가지 파장이 발생한다. 예를 들어 바다의 파도는 물과 공기의 경계에 생기는 파장이다. 파도는 바람이 그다지 강하지 않으면 그 형태를 바꾸지 않고 진행하지만, 바람이 어느 정도 이상 강해지면 파고(波高)는 커지고, 결국에는 파두(波頭)가 거세지게 된다.
이와 마찬가지로 성질이 다른 두 기단의 경계인 전선면 위에도 파장이 생긴다. 바다의 파도는 상하로 진동하지만 완만하게 기울어진 전선면 위의 파장은 지표면 위의 전선의 남북 방향 진동이 되어 나타난다. 노르웨이의 기상학자 비에르크네스 등의 연구에 의하면 저기압은 처음에는 직선 모양의 정체전선 위에 작은 파동으로 나타난다. 이 정체전선은 차가운 동풍과 따뜻한 서풍의 경계 또는 차갑고 약한 서풍과 따뜻하고 강한 서풍의 경계이며, 전선면은 북쪽이 높아지도록 기울어져 있다. 이와 같은 전선이 기류의 불안정 또는 전선 부근의 기압 변동에 의해 미세하게 발견되었을 때 전선 위에 작은 부풀림이 생긴다. 이렇게 하여 차가운 공기 속에 따뜻한 공기가 유입된 곳에서는 기압이 낮아진다. 기압이 낮은 곳으로는 주위에서 바람이 불어들어오기 때문에 전선의 불룩해진 부분의 서쪽에서는 차가운 공기가 남하하고, 동쪽에서는 따뜻한 공기가 북상하는 순환이 이루어진다. 저기압 남쪽에서는 온난전선과 한랭전선 사이에 따뜻한 공기가 있기 때문에 이 부분을 저기압의 난역(暖域)이라 한다.
그 뒤에 저기압이 발달할지 어떨지는 파동의 안정성에 의해 결정된다. 파동이 안정되면 저기압은 발달하지 않고 진행하지만, 파동이 불안정한 경우에는 기압이 더욱 낮아져 발달한다. 지금까지의 연구에 의하면, 전선의 파동은 파장이 1,300~3,000km 사이에 있으며 두 기단의 풍속차가 어느 정도 이상 큰 경우에 불안정해진다는 사실이 밝혀졌다. 또한 전선은 바람과 함께 이동하기 때문에 저기압이 발달하면서 진행한다.

## 폭탄 저기압
24시간 내에 24hPa 이상 중심기압이 하강하는 저기압 혹은 순간풍속 25m/s 이상을 동반하는 강력한 저기압을 폭탄저기압 혹은 날씨폭탄이라고 부른다.

## 구조

### 구름과 강수의 분포
저기압의 발달 단계에서는 온난전선에 직각인 방향의 따뜻한 공기의 속도가 그 전선에 직각인 차가운 공기의 속도보다 크기 때문에 온난전선이 발달한 곳에서는 기류가 수렴한다. 또 한랭전선이 발달한 곳에서는 전선에 직각방향인 차가운 공기의 속도가 따뜻한 공기의 속도보다 크기 때문에 기류의 수렴이 있다. 지표 부근에서 기류가 수렴하는 곳에는 상승기류가 생기기 때문에 온난전선과 한랭전선이 발달한 지역 모두 상승기류로 인해 구름이 생성되고 비도 내린다. 저기압 발달 과정에서 구름이나 강수의 분포는 저기압의 발달과 더불어 확산된다.
온난전선이 나타나는 곳에서는 전선 주변에 난층운이 있어 일반적으로 전선에서 200~500km 범위에 비가 내린다. 또 난층운 바깥쪽에는 고층운이 있다. 고층운에서도 강수는 있으나 지표까지 도달하지 않는다. 또 고층운 바깥쪽에는 권층운이 있는데, 권층운의 끝부분은 전선에서 수백 킬로미터 떨어진 곳에 있다. 한랭전선을 따라서는 좁은 범위에 적운 또는 적란운이 자리잡고 있는데 이 구름이 장마를 가져온다. 저기압의 난역 내에서는 일반적으로 구름이 적지만, 온난 전선에 가까운 곳에서는 이슬비가 내린다. 가장 바깥쪽의 권층운이나 권운은 종종 9km 높이에서 나타난다.
온난전선이 나타나는 곳의 구름은 전체적으로 전선면보다 경사가 급한 경우가 많다. 전선면 아래의 차가운 공기가 있는 지역에서는 상공에서 내리는 강수에 의해 공기가 습해져 있기 때문에 편층운 또는 편적운이 생기기 쉽다. 각각의 저기압에 대한 구름이나 강수의 분포를 살펴보면 전선 부분에서 구름이 한 가지만 있는 것이 아니라 3층으로 나뉘어 있다는 것을 알 수 있다. 또 공기가 건조한 경우에는 구름만 나오고 강수는 없는 경우도 있다. 그리고 따뜻한 공기가 상승한 결과 불안정해져서 온난전선을 따라 뇌우가 일어나는 경우도 있다.
한랭전선에 수반되는 구름이나 강수는 경우에 따라서 매우 다르다. 그러나 한랭전선은 크게 두 종류로 나눌 수 있다. 하나는 전선 부근에서 따뜻한 공기가 상승하여 이 공기의 전진 속도가 전선보다 늦는 경우이다. 이와 같은 경우 전선 통과시에 강한 비가 내리며, 전선이 통과한 후에는 단시간에 약한 비가 내린다. 또 온도의 하강이나 풍향 변화도 뚜렷하다. 또 한 가지 형태는 전선면을 따라 따뜻한 공기가 하강하여 이 공기가 전선보다 빠르게 진행하는 경우이다. 이 경우 전선 부분의 비는 약하고, 온도의 하강이나 풍향의 변화도 완만하다.

### 폐색
온난전선이 나타나는 곳에서는 대량의 따뜻한 공기가 상승하여 한랭 전선의 뒤쪽부터는 차가운 공기가 진입해 오기 때문에 난역이 점차 좁아진다. 이러한 현상을 일기도상에서 보면 한랭전선이 온난전선을 따라가 점차 두 전선의 일부가 합체한다. 두 전선이 합체한 부분에서는 지표의 따뜻한 공기가 상공으로 올라가는데, 이와 같은 현상을 저기압의 폐색이라고 한다. 온난전선 전방의 차가운 공기와 한랭전선 후방의 차가운 공기의 온도가 같을 경우에는 폐색한 부분에서는 지상에 전선이 남지 않는다. 그러나 일반적으로는 이들 두 차가운 공기의 기온에 차이가 있기 때문에 지상에 폐색전선으로 나타난다. 온난전선 전방의 차가운 공기 쪽이 따뜻할 때는 한랭전선형 폐색전선이 생기며, 그 반대의 경우에는 온난전선형 폐색전선이 생긴다. 이 두 폐색전선의 차이는 비가 오는 지역의 차이다.

### 상층 대기의 흐름
저기압은 주위에 비해 기압이 낮은 곳이므로 저기압의 지표에서 상공까지의 공기의 기둥을 생각하면 이 안의 공기가 전체적으로 주위보다 가볍거나 이 공기의 기둥에 빨려들어가는 공기의 양보다도 이 공기의 기둥에서 뿜어내는 공기의 양이 커야 한다. 지표에서는 저기압을 향해 주위에서 공기가 흘러들어가기 때문에 상공에서는 이것을 웃도는 만큼 뿜어내야 한다. 실제로 관측한 결과에서도 지표에서 빨아들이는 것보다도 상공에서 뿜어내는 것이 더 많다. 단 이와 같은 일은 저기압 주위에 있는 몇몇 관측소에서 측정한 고층의 바람의 양으로 계산하는 식으로 간단히 나타낼 수는 없다. 또한 저기압 부근의 지표의 기압 배치와 상공의 흐름 상태를 비교하면 지표에서는 막힌 등압선이 그려져 있는데, 상공에서는 소용돌이 모양이 아니라 기압골이 되어 있다. 저기압이 발달하는 단계에서는 상공의 기압골은 지표의 중심 위치보다도 서쪽으로 치우쳐 있으며, 지상에서 상공까지 기압이 가장 낮은 곳을 이은 선은 상공으로 갈수록 서쪽으로 기울어진다. 상공의 기압골은 저기압이 발달함에 따라 진폭이 증가하며, 저기압이 폐색할 무렵에는 상공에도 소용돌이가 생겨 기압의 축(軸)도 연직(鉛直)에 가까워진다.

## 같이 보기
- 열대 저기압
- 온대 저기압
- 고기압
- 기압계